# Синь Шицзи

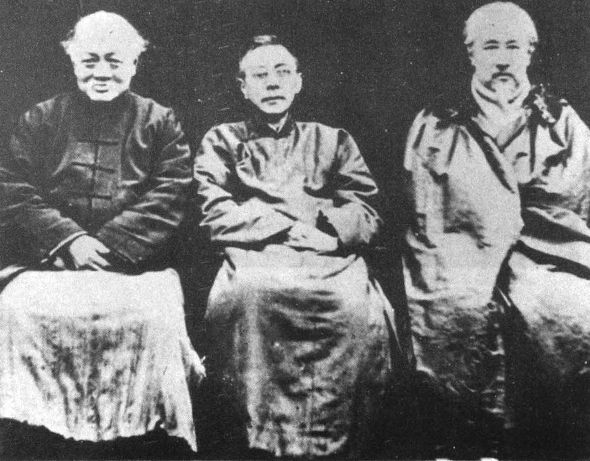
У Чжихуэй, Чжан Жэньцзе и Ли Шицзэн в Париже

Синь Шицзи (кит. 新世紀, эсп. La Tempoj Novaj, фр. Les Temps Nouveaux — позже Nouveau Siècle), переводится как Новый век или Новое время, название периодического издания «парижской группы», движения радикальных китайских интеллектуалов, которые подключились к идеологии анархизма. В отличие от современной «токийской группы», которая больше обращает внимание на коренные азиатские традиции, парижская, основана на более западных мыслях — таких, как анархо-синдикалистская и анархо-коммунистическая тактики, изучение построенного языка эсперанто и произведений таких мыслители, как Михаил Бакунин и Пётр Кропоткин.
Всё это нашло свое отражение в содержании газеты Синь Шицзи, которая начал публиковаться в июне 1907 года. Основателями газеты и основными авторами были Чжан Жэньцзе, Ли Шицзэн и У Чжихуэй. Печать продолжалась в течение трёх лет, до мая 1910 года, после 121 выпуска. Причиной прекращения печати стали проблемы финансирования. Заголовок на французском языке был вдохновлен похожей анархистской газетой, Les Temps Nouveaux, которой занимался Жан Грав. Среди статей можно встретить феминистские трактаты «О женской мести» и «Революция в трёх постоянных отношениях», которые отклоняют ключевые принципы конфуцианства. Помимо публикации статей, газета эпизодически делала длинных переводы на китайский язык текстов таких авторов, как Михаил Бакунин, Пётр Кропоткин, Пьер Прудон, Элизе Реклю и Эррико Малатеста.